# Club Deportivo Básico Balonmano Ciudad Encantada
Il Club Deportivo Básico Balonmano Ciudad Encantada è una squadra di pallamano spagnola avente sede a Cuenca.

È stata fondata nel 1989.

Disputa le proprie gare interne presso il Pabellón Municipal El Sargal di Cuenca il quale ha una capienza di 1.900 spettatori.